# باجاج پولسار
موتور سیکلت پولسار (انگلیسی: Bajaj Pulsar) (به هندی: बजाज पल्सर) هم‌اکنون تحت نام پالس(Pulse) در ایران شناخته می‌شود محصول کشور هند است.
مدل‌های سری پولسار در حال حاضر در شش حجم موتور ۴۰۰، ۲۵۰، ۲۰۰، ۱۶۰، ۱۵۰و ۱۲۵ سی‌سی در هند تولید و وارد ایران می‌شود. مدل‌های ۱۳۵، ۱۸۰و ۲۲۰ سی‌سی نیز که در گذشته تولید می‌شدند هم‌اکنون در ایران مورد استفاده قرار می‌گیرند. این موتورسیکلت از کیفیت ساخت مطلوب، شتاب و قدرت مناسب در کلاس خود و طرح بدنه عضلانی و سواری راحت برخوردار است. مدل‌های اخیر این موتور که اخیراً وارد کشور شده دارای چهار سوپاپ احتراق و تکنولوژی دو شمع است که باعث بهبود شتاب و توان موتور شده‌است.

## مدل‌ها
- سری کلاسیک (DTS-i)
  - 125
  - 150
  - 180 (توقف تولید)
  - 180F (توقف تولید)
  - 200 (توقف تولید)
  - 220S (توقف تولید)
  - 220F
- سری LS (مخفف Light Sport)
  - LS135 (توقف تولید)
- سری NS (مخفف Naked Sport)
  - NS125
  - NS150 (توقف تولید)
  - NS160
  - NS200
  - NS400z
- سری RS (مخفف Race Sport)
  - RS200
- سری AS (مخفف Adventure Sport)
  - AS150 (توقف تولید)
  - AS200 (توقف تولید)
- سری N
  - N125
  - N150
  - N160
  - N250
- سری F
  - F250

## مشخصات
| مدل                 | حجم موتور (cc) | فاصله بین دو چرخ (mm) | توان موتور (PS) | گشتاور (Nm) | حداکثر سرعت (km/h) |
| ------------------- | -------------- | --------------------- | --------------- | ----------- | ------------------ |
| Pulsar 125 DTS-i    | ۱۲۵            | ۱۳۲۰                  | ۱۱٫۶۴           | ۱۰٫۸        | ۱۱۶                |
| Pulsar 135LS DTS-i  | ۱۳۵            | ۱۳۲۵                  | ۱۳٫۵            | ۱۱٫۴        | 112                |
| Pulsar 150 DTS-i    | ۱۵۰            | ۱۳۲۰                  | ۱۴٫۰            | ۱۳٫۶        | ۱۱۰                |
| Pulsar 180 DTS-i    | ۱۸۰            | ۱۳۵۰                  | ۱۷٫۳            | ۱۵٫۱        | ۱۱۸                |
| Pulsar 200 DTS-i    | ۲۰۰            | ۱۳۴۵                  | ۱۹              | ۱۷٫۶۸       | ۱۱۸                |
| Pulsar 220 DTSi-F   | ۲۲۰            | ۱۳۵۰                  | ۲۱              | ۱۹          | ۱۴۴                |
| Pulsar 220Fi DTS-i  | ۲۲۰            | ۱۳۵۰                  | ۲۱              | ۱۹٫۱۲       | 141                |
| Pulsar 220S DTS-i   | ۲۲۰            | ۱۳۵۰                  | ۲۱٫۰۴           | ۱۹٫۱۲       | 138                |
| Pulsar 200 NS/NS200 | ۲۰۰            | ۱۳۶۳                  | ۲۴٫۵            | ۱۸٫۷        | ۱۳۸                |
| Pulsar N160         | ۱۶۰            |                       | ۱۶              | ۱۴٫۶۵       | ۱۲۰                |
| Pulsar 250F/N       | ۲۵۰            |                       | ۲۴٫۵            | ۲۱٫۵        | ۱۴۲                |
| Pulsar AS150        | ۱۵۰            | ۱۳۶۳                  | ۱۷٫۰            | ۱۳٫۰        | ۱۱۰                |
| Pulsar AS200        | ۲۰۰            | ۱۳۶۳                  | ۲۳٫۵            | ۱۸٫۳        | ۱۳۸                |
| Pulsar RS200        | ۲۰۰            | ۱۳۵۵                  | ۲۴٫۵            | ۱۸٫۷        | ۱۴۰                |

## تاریخچه ورود به ایران
موتورسیکلت پولسار شرکت باجاج در اوایل دهه هشتاد شمسی با نام اصلی خود یعنی «پولسار» به واسطه «شرکت جهانرو» وارد ایران شد. اما با قطع ارتباط این شرکت با کشور هند، واردات این مدل از موتورسیکلت برای مدتی متوقف شد. اما مدتی بعد مجدداً توسط شرکت دیگری به نام «پیشروگستر فارس» مجدداً واردات این موتورسیکلت از سر گرفته شد. این شرکت به دلیل اینکه نمی‌توانست این موتورسیکلت را با نام پولسار وارد بازار کند ناچار به تغییر نام آن بود. این بار این مدل، با نام پالس(Pulse) در ایران رواج یافته‌است.